# Diamantknop
Diamantknopen är en dekorativ stoppknop som kan användas för tvinnade rep. Genom att lösgöra repets tre kardeler kan man genom att kombinera tekniker från taljerepsknopen och kronan skapa en välformad knop.
Diamantknopens historia kan spåras tillbaka till åtminstone 1769.

## Bilder

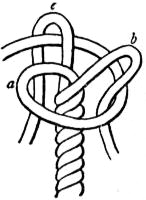
Början till att slå en diamantknop.
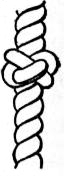
Färdig knop.